# Кэнди, Хелен Черчилль
Хелен Черчилль Кэнди (англ. Helen Churchill Candee; 5 октября 1858, Нью-Йорк, Нью-Йорк — 23 августа 1949, Йорк-Харбор, Мэн) — американская писательница, журналистка, феминистка, декоратор и географ. Известна работами по географии Юго-Восточной Азии. Одна из выживших пассажирок затонувшего «Титаника».

## Биография
Родилась 5 октября 1858 года в Нью-Йорке, США, в семье купца Генри Хангерфорда (Henry Hungerford) и его жены Мэри Черчилль (Mary Elizabeth Churchill). Бо́льшую часть детства провела в штате Коннектикут.
Вышла замуж за Эдварда Кэнди (Edward Candee) из Норуолка, Коннектикут, и родила двоих детей, Эдит (Edith) и Гарольд (Harold). После ухода мужа Хелен, при поддержке детей, стала писать статьи для журналов Scribner’s и Ladies' Home Journal. Сначала эти статьи были по вопросам этикета и домашнего управления, но скоро она стала писать на такие темы, как забота о детях, образование и женские права. В 1896 году Хелен, после долгого раздела имущества, развелась с мужем.

### Карьера
Хелен Кэнди была ярой феминисткой, о чём свидетельствует её первый бестселлер «Как женщины могут зарабатывать себе на жизнь» («How Women May Earn a Living», 1900). В 1901 году вышла её вторая книга «Романтика в Оклахоме» («An Oklahoma Romance»).
Как признанная литературная фигура, Хелен Кэнди переехала[когда?] в Вашингтон, где стала одной из первых профессиональных дизайнеров интерьера. Её клиентами были военный министр Генри Стимсон и президент Теодор Рузвельт. Книга Кэнди, «Декоративные стили и эпохи» («Decorative Styles and Periods», 1906), воплощала принципы её дизайна: тщательное историческое исследование и абсолютная достоверность.
Находясь в Вашингтоне Хелен Кэнди активно интересовалась общественной жизнью и вовлекала себя в демократическую политику. Её друзья были представителями различных партий, от либерального реформатора Уильяма Брайана до ультраконсервативной первой леди Хелен Тафт. Её дружба с Тафт была крепкой, несмотря на различные мнения по правам женщин. Кэнди принимала участие в модернизации западного крыла Белого дома в 1909 году.
Хелен Кэнди была попечительницей Галереи искусства Коркоран, членом Археологического общества и Американской федерации искусств, а также главой совета вашингтонской Национальной женской суфражистской ассоциации.
Как журналистка, Кэнди написала беллетристику для традиционных женских журналов, таких как Good Housekeeping, Harper’s Bazaar, Ladies' Home Journal и Woman's Home Companion. Её более поздние статьи, сосредоточенные на дизайне, искусстве и культуре, появлялись в журналах American Homes, Studio International и American Magazine of Art. Хелен Кэнди также жертвовала деньги ведущим литературным и политическим журналам: Atlantic Monthly, The Century Magazine, Forum, Metropolitan и Scribner’s.
Хелен Кэнди написала восемь книг: четыре о декоративно-прикладном искусстве, две книги о путешествиях, одну учебную и одну о беллетристике. Самой продаваемой книгой Кэнди стала «Книга о гобеленах» («The Tapestry Book», 1912).
Весной 1912 года Хелен, находясь в Европе, получила телеграмму от дочери Эдит о том, что её сын Гарольд попал в автомобильную катастрофу.

### На борту «Титаника»
Узнав о ранении сына, Кэнди спешно забронировала билет на новом океанском лайнере «Титаник». В путешествии она общалась с другими видными пассажирами, такими как военный помощник президента Уильяма Тафта, майор Арчибальд Батт и художник Фрэнсис Дэвис Миллет.
При посадке в спасательную шлюпку № 6 упала, сломав лодыжку.

### Первая мировая и путешествие в Азию

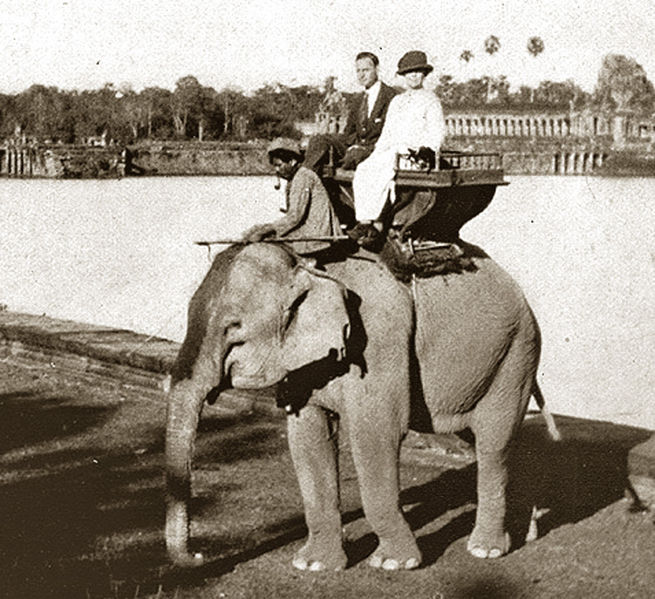
Хелен Кэнди и сын Гарольд на слоне Эффи (Effie) в Ангкор-Ват, 1922 год

Во время Первой мировой войны Кэнди работала медсестрой в Риме и Милане под эгидой Итальянского Красного Креста. Одним из её пациентов был Эрнест Хемингуэй. После войны она отправилась в путешествие по Японии, Китаю, Индонезии и Камбодже, по окончании которого Кэнди написала две книги, «Великолепный Ангкор» («Angkor the Magnificent», 1924) и «Новое путешествие в старую Камбоджу» («New Journeys in Old Asia», 1927).
«Великолепный Ангкор» стала первой крупной англоязычной работой с изучением руин древнего храма кхмеров и его окрестностей. Названный «потерянным городом», Ангкор-Ват стал одним из больших искусственных чудес мира. По большей части неизвестный Западу до публикации книги Кэнди, её популярность заложила основу для современного туристического рынка в Камбодже. В поездках 1922—1923 годов её сопровождал сын Гарольд, а позже к ним присоединилась её подруга, иллюстратор Люсиль Дуглас.

### Дальнейшая жизнь
После катастрофы Кэнди дала интервью для «Вестника Вашингтона» и написала подробную статью для Collier's. Это было первое подробное описание катастрофы очевидцем. После успеха «Великолепного Анкгора» Кэнди продолжила карьеру журналистки. В 1925 году она была одной из учредительниц «Общества женщин-географов». В 1935—1936 годах она писала статьи для журнала National Geographic.
Хелен Черчилль Кэнди умерла 23 августа 1949 года в своём летнем домике в Йорк-Харборе, Мэн.